# Don Juan et Faust
Pour plus de détails, voir Fiche technique et Distribution.
Don Juan et Faust est un film français réalisé par Marcel L'Herbier, sorti en 1922.

## Fiche technique
- Réalisation : Marcel L'Herbier
- Scénario : Christian Dietrich Grabbe (son œuvre) et Nikolaus Lenau
- Directeur artistique  et costumes : Claude Autant-Lara
- Décors : Robert-Jules Garnier
- Photographie : Georges Lucas
- Pays de production : France
- Société de production : Gaumont Série Pax
- Société de distribution : Gaumont
- Format : Noir et blanc - Muet - 1,33:1 - 35 mm
- Genre : Drame
- Date de sortie : 
  - France : 7 octobre 1922

## Distribution
- Jaque Catelain : Don Juan
- Marcelle Pradot
- Vanni Marcoux : Faust
- Philippe Hériat : le famulus Wagner
- Michel Duran
- Jacques Lerner : Colochon, valet de Don Juan
- Johanna Sutter
- Noémie Scize
- André Daven
- Georges Deneubourg
- Madeleine Geoffroy
- Claire Prélia
- Marcel Vallée
- Émile Saint-Ober

## Autour du film
- Les scènes d'extérieur ont été tournées à Ségovie (Espagne)[1].